# Грешко, Вратислав
Вратислав Грешко (словац. Vratislav Greško, род. 24 июля 1977, Тайов, Чехословакия) — словацкий футболист, выступавший на позиции левого защитника. Известен в европейском футболе как мастер навесов.

## Клубная карьера

### Начало карьеры
Грешко — воспитанник клуба «Дукла» из Бански-Бистрицы, где начал свою карьеру в 1995 году. С 1997 по 1999 годы выступал за братиславский «Интер». В 1999 году перешёл в леверкузенский «Байер 04».

### Серия А
В октябре 2000 года Грешко был приобретён клубом «Интернационале» за 9,5 млн немецких марок (эквивалент 4,857 млн евро), хотя пресса сообщала противоречивые сведения о сумме трансфера — от 9 до 14 млрд лир (около 4,65 — 7,23 млн евро). Вратислав Грешко тем самым стал первым словацким футболистом в истории «Интера». Дебют Грешко состоялся в матче против «Ромы» 1 ноября 2000 года (победа 2:0). 5 мая 2002 года в заключительном туре сезона Серии А 2001/2002 в игре против «Лацио» Грешко совершил ошибку, сбросив мяч головой на нападающего противников Карела Поборского, который забил гол и принёс «Лацио» победу 4:2. Поражение «Интера» стоило ему титула чемпиона Италии, а Грешко подвергся обструкции.
Выступления Грешко в составе «нерадзурри» были неустойчивыми: с ноября 2000 по июнь 2002 года он сыграл всего 41 встречу. В июне 2002 года его обменяли на Матиаса Алмейду из «Пармы», сумма обоих игроков составляла 16 млн евро. Сделку раскритиковали спортивные функционеры, назвав её выгодной только с финансовой точки зрения, а не с игровой. В «Парме» Грешко также не закрепился, сыграв всего 2 матча за сезон 2002/2003.

### Блэкберн Роверс
Главный тренер «Блэкберн Роверс» Грэм Сунесс решил приобрести Грешко как подходящего на позицию левого защитника. Изначально Грешко выступал в течение четырёх месяцев на правах аренды с января по май 2003 года за «бродяг», полноценный контракт был подписан в августе. В дебютный сезон он забил дважды в ворота клубов «Тоттенхэм Хотспур» и «Болтон Уондерерс». В декабре 2004 года Грешко получил травму — разрыв крестообразных связок — и выбыл до конца сезона. Из-за травмы он не влился в состав и не сыграл ни разу в чемпионате Англии 2005/2006, а затем в июле 2006 года покинул клуб. В дальнейшем его проблемы со здоровьем и потеря формы усугублялись.

### Выступления в Германии
В 2006 году Грешко перешёл в «Нюрнберг», присоединившись к землякам Роберту Виттеку и Мареку Минталу. В сентябре он заключил контракт всего на один год, дебютировав в октябре месяце и выйдя на замену в одном из матчей Бундеслиги. В сезоне 2006/2007 Грешко провёл 15 игр и забил один гол. В июле 2007 года на правах свободного агента он вернулся в «Байер 04», заключив контракт на два года. Команду он покинул в июне 2009 года.

### Завершение карьеры
В марте 2011 года после двухгодичной паузы Грешко начал тренировки с составом словацкого клуба «Шпорт» из города Подбрезова, который в том году вышел во Вторую словацкую лигу. Контракт он заключил в июле 2011 года на один год. 14 июня 2015 года Вратислав Грешко объявил об уходе из футбола и завершении игровой карьеры.

## Карьера в сборной
Вратислав Грешко провёл 34 игры за сборную Словакии, отличившись дважды. Первый гол он забил команде Узбекистана 14 мая 2002 года. В составе молодёжной сборной он играл на домашнем чемпионате Европы 2000 года и занял 4-е место, что позволило команде попасть на летние Олимпийские игры 2000 года в Сиднее, но в заявку на Олимпиаду он не попал.

### Голы за сборную
Голы в пользу сборной Словакии указаны первыми.
| #  | Дата            | Стадион                               | Противник  | Счёт | Результат | Соревнование                       |
| -- | --------------- | ------------------------------------- | ---------- | ---- | --------- | ---------------------------------- |
| 1. | 14 мая 2002     | «Прешов», Прешов, Словакия            | Узбекистан | 1-0  | 4-1       | Товарищеский матч                  |
| 2. | 18 августа 2004 | «Тегельне поле», Братислава, Словакия | Люксембург | 2-1  | 3-1       | Чемпионат мира (отборочный турнир) |

## Достижения
Нюрнберг
- Обладатель Кубка Германии: 2006/2007